# Benjamin Roubiol
Benjamin Roubiol, né le 6 novembre 1999 à Moûtiers, est un traileur français. Il est champion du monde de trail long 2023 et double champion de France de trail long.

## Biographie
Né à Moûtiers, Benjamin Roubiol grandit dans les montagnes au sein d'une famille sportive. Il se met d'abord à pratiquer l'escalade puis s'essaie par la suite au trail, discipline dans laquelle il obtient rapidement de bons résultats. Il décide alors de devenir coureur professionnel dans ce sport.
Le 22 août 2020 il remporte la victoire du parcours des Crêtes en 6 h 49 min 51 s.
Le 24 octobre 2021, il prend part à la Skyrace des Matheysins, manche de la Skyrunner World Series. Il effectue une solide course et parvient à s'adjuger la deuxième place derrière Frédéric Tranchand.
Le 9 juillet 2022, il domine la High Trail Vanoise et s'impose avec plus de vingt minutes d'avance sur le Russe Dmitry Mityaev. En octobre, il décide de s'aligner pour la première fois sur un ultra-trail de plus de 100 kilomètres en prenant le départ de la diagonale des Fous. Il s'y classe quatorzième en 27 h 28 min 52 s.
Le 19 mars 2023, il remporte la médaille d'argent aux championnats de France de trail long derrière Baptiste Chassagne et obtient son ticket pour les championnats du monde de trail long à Innsbruck. Il y prend un départ prudent et parvient à rapidement revenir sur la tête de course menée par l'Italien Andreas Reiterer. Au kilomètre 70, il lance son attaque et double l'Italien pour prendre les commandes. Il parvient à creuser l'écart en fin de course et s'offre le titre. Il remporte de plus la médaille d'or au classement par équipes avec Thibaut Garrivier et Baptiste Chassagne.
Le 1er juin 2024, il s'élance au départ de l'épreuve de trail aux championnats d'Europe de course en montagne et trail à Annecy. Annoncé comme favori, il court aux avant-postes avec ses compatriotes Hugo Deck et Thomas Cardin. Parti plus prudemment que ces deux derniers, il tente de revenir en tête mais Thomas Cardin parvient à hausser le rythme pour conserver son avance et remporter le titre. Benjamin Roubiol assure alors la médaille d'argent. Il décroche de plus la médaille d'or au classement par équipes avec ses coéquipiers qui complètent le podium.

## Palmarès
| no  | masculin           | Course                                            | Longueur | Départ            | Temps           |
| --- | ------------------ | ------------------------------------------------- | -------- | ----------------- | --------------- |
| 1re | Médaille d'or      | Parcours des Crêtes                               | 57 km    | 22 août 2020      | 6 h 49 min 51 s |
| 1re | Médaille d'or      | High Trail Vanoise - Trail des 6 Cols             | 43 km    | 10 juillet 2021   | 5 h 59 min 4 s  |
| 2e  | Médaille d'argent  | Skyrace des Matheysins                            | 25 km    | 24 octobre 2021   | 2 h 26 min 42 s |
| 2e  | Médaille d'argent  | Marathon-Race du Lac d'Annecy                     | 38 km    | 30 octobre 2021   | 4 h 2 min 57 s  |
| 1re | Médaille d'or      | High Trail Vanoise                                | 70 km    | 9 juillet 2022    | 6 h 53 min 28 s |
| 1re | Médaille d'or      | Championnats du monde de trail - Long             | 85,8 km  | 9 juin 2023       | 9 h 52 min 59 s |
| 3e  | Médaille de bronze | Kilomètre vertical du Mont-Blanc                  | 3,8 km   | 23 juin 2023      | 37 min 33 s     |
| 3e  | Médaille de bronze | Skyrhune                                          | 21 km    | 23 septembre 2023 | 1 h 55 min 41 s |
| 1re | Médaille d'or      | Championnats de France de trail long              | 57,6 km  | 7 avril 2024      | 4 h 44 min 47 s |
| 2e  | Médaille d'argent  | Championnats d'Europe de trail                    | 58 km    | 1er juin 2024     | 5 h 4 min 1 s   |
| 1re | Médaille d'or      | Trail Alsace Grand Est by UTMB - Trail des Celtes | 50 km    | 18 mai 2025       | 3 h 35 min 9 s  |
| 1re | Médaille d'or      | Championnats de France de trail long              | 73,21 km | 12 juillet 2025   | 7 h 48 min 36 s |